# Валентин Чернев
Валентин Чернев е български поет, член на Съюза на българските писатели и Съюза на българските журналисти.
Следва българска филология в СУ „Св. Климент Охридски“. Работи като журналист във вестниците „Силистренска трибуна“ и „Нова силистренска трибуна“.
Стиховете му се отличават с това, че са стилистично, естетично и строго придържащи се към нормите и законите на старобългарските стандарти за поезия.